# Кантопоп
Cantopop (кантопоп) кант. трад. 粤语 流行 音乐, спр. 粤 话 流行 音乐  , ютпхін: yut6 yu5 lau4 hang4 yan1 ngok6, кант.-укр.: ют'ю лаухон ямнгок  — загальний термін для позначення популярної музики кантонською мовою (діалекті). Cantopop також називають HK-pop, «гонконзької популярною музикою. Кантонська популярна музика  — це різновид китайської популярної музики, C-pop. На кантопоп впливає не лише власне китайська музика, але і багато міжнародних жанри, джаз, рок-н-рол, ритм-н-блюз, електронна музика, західна поп-музика та інші. Тексти кантонської популярної музики майже завжди написана на мовою юе.

## Характерні риси

### Інструменти
Cantopop з'явився внаслідок поєднання кантонської опери та західної поп-музики. Незабаром музиканти перестали грати на традиційних інструментах типу гучжена та ерху, відмовившись від них на користь західних. Зазвичай у пісень в стилі cantopop один виконавець, якому акомпанують фортепіано, синтезатор, ударна установка, гітара та бас-гітара. Музична форма  — рондо.

### Тексти пісень
Кантонський діалект  — тональний, чутливий до зміни інтонації. Зміна тону в слові веде до зміни його сенсу. Через це зміна інтонації, характерна західній музики, невластива кантонській поп-музиці.
У кантонській поп-музиці поширене римування рядків:
Пісня «Враження» (印象) Самуеля Хуей. 
| Слова на кантонському діалекті                                                                                      | транскрипція кирилицею |
| --- | --- |
| 1. 谁 令 我 当晚 举止 失常 2. 难 自禁 望 君 你 能 见谅 3. 但觉 万分 紧张 皆因 跟 你 遇上 4. 谁 令 我 突然 充满 幻想 | 1. Сьой лім нго тон ман кьой чі сат сьон 2. Нань чі кам мон куань ней нан кінь льон 3. Тан кау мань фань кан чьон кай янь кан ней ю сьон 4. Сьой лім нго тат інь чхун мунь вань сьон |

### Відомі представники
- Аніта Муй
- Сіта Чан (1987 — 2013).
- Adam Cheng (нар. 1947)